# HEBP2
HEBP2 (англ. Heme binding protein 2) – білок, який кодується однойменним геном, розташованим у людей на короткому плечі 6-ї хромосоми. Довжина поліпептидного ланцюга білка становить 205 амінокислот, а молекулярна маса — 22 875.
| 10         |  | 20         |  | 30         |  | 40         |  | 50         |
| ---------- |  | ---------- |  | ---------- |  | ---------- |  | ---------- |
| MAEPLQPDPG |  | AAEDAAAQAV |  | ETPGWKAPED |  | AGPQPGSYEI |  | RHYGPAKWVS |
| TSVESMDWDS |  | AIQTGFTKLN |  | SYIQGKNEKE |  | MKIKMTAPVT |  | SYVEPGSGPF |
| SESTITISLY |  | IPSEQQFDPP |  | RPLESDVFIE |  | DRAEMTVFVR |  | SFDGFSSAQK |
| NQEQLLTLAS |  | ILREDGKVFD |  | EKVYYTAGYN |  | SPVKLLNRNN |  | EVWLIQKNEP |
| TKENE      |  |            |  |            |  |            |  |            |

A: Аланін

D: Аспарагінова кислота

E: Глутамінова кислота

F: Фенілаланін

G: Гліцин

H: Гістидин

I: Ізолейцин

K: Лізин

L: Лейцин

M: Метіонін

N: Аспарагін

P: Пролін

Q: Глутамін

R: Аргінін

S: Серин

T: Треонін

V: Валін

W: Триптофан

Кодований геном білок за функцією належить до фосфопротеїнів. 
Задіяний у таких біологічних процесах, як ацетилювання, альтернативний сплайсинг. 
Локалізований у цитоплазмі, мітохондрії.